# Ahmad Shah Abdali 4-day Tournament 2025
Das Ahmad Shah Abdali 4-day Tournament 2025 war die achte Saison des nationalen First-Class-Cricket-Wettbewerbes in Afghanistan, der vom 5. Mai bis zum 22. Juni 2025 ausgetragen wurde. Im Finale konnten sich die Maiwand Champions mit 9 Wickets gegen Mah-e-Par Stars durchsetzen.

## Format
Die Mannschaften spielen in einer Division gegen jede andere jeweils zwei Spiele. Für einen Sieg erhält ein Team zunächst 14 Punkte; soll die Siegesmannschaft auch den ersten Innings gewonnen haben, dann erhält das Team 20 Punkte. Falls eine Mannschaft das Spiel verloren hat, aber den ersten Innings gewonnen, dann erhält diese Mannschaft 6 Punkte. Soll kein Ergebnis erreicht werden und das Spiel in einem Remis enden, zählen die Resultate nach dem ersten Innings. Dabei gibt es 13 Punkte für einen Sieg und 7 Punkte im Falle einer Niederlage. Könnte ein Spiel nicht beendet werden, dann erhalten beide Mannschaften 10 Punkte. Des Weiteren ist es möglich, dass Mannschaften Punkte abgezogen bekommen, wenn sie beispielsweise zu langsam spielen oder der Platz nicht ordnungsgemäß hergerichtet ist. Am Ende der Saison wird ein Finale der besten beiden Mannschaften ausgetragen, dessen Sieger der Gewinner des Ahmad Shah Abdali 4-day Tournaments wird.

## Resultate
Tabelle
| Teams              | Sp. | S | N | U | R | WLF | LWF | DWF | DLF | ND | Bat | Bwl | Punkte |
| ------------------ | --- | - | - | - | - | --- | --- | --- | --- | -- | --- | --- | ------ |
| Mah-e-Par Stars    | 6   | 2 | 1 | 0 | 0 | 1   | 0   | 2   | 0   | 0  | 7   | 2   | 89     |
| Maiwand Champions  | 6   | 1 | 0 | 0 | 0 | 0   | 2   | 2   | 1   | 0  | 3   | 7   | 75     |
| Pamir Legends      | 6   | 1 | 1 | 0 | 0 | 0   | 0   | 1   | 2   | 1  | 7   | 3   | 67     |
| Hindukush Strikers | 6   | 0 | 2 | 0 | 0 | 1   | 0   | 0   | 2   | 1  | 5   | 2   | 45     |

Sieg: 20 Punkte; Remis: 0 Punkte
Spiele
| 5. – 8. Mai Scorecard | Dschalalabad | Hindukush Strikers 405 (112.5) & 283-7d (86) | – | Mah-e-Par Stars 407-9d (137) |
|                       |              | Remis                                        |   |                              |

| 5. – 8. Mai Scorecard | Nangarhar | Pamir Legends 329 (79.5) & 367-8d (87.3) | – | Maiwand Champions 300 (89.5) & 227-6 (55.4) |
|                       |           | Remis                                    |   |                                             |

| 11. – 14. Mai Scorecard | Nangarhar | Maiwand Champions 297 (78.2) & 136 (48) | – | Mah-e-Par Stars 198 (66.5) & 236-5 (60.3) |
|                         |           | Mah-e-Par Stars gewinnt mit 5 Wickets   |   |                                           |

| 11. – 14. Mai Scorecard | Dschalalabad | Pamir Legends 548 (118.5)                            | – | Hindukush Strikers 134 (47.2) & 205 (42.3) (f/o) |
|                         |              | Pamir Legends gewinnt mit einem Innings und 209 Runs |   |                                                  |

| 17. – 20. Mai Scorecard | Dschalalabad | Hindukush Strikers 197 (73.3) & 444-6d (115.5) | – | Maiwand Champions 227 (81.3) & 175-7 (73.3) |
|                         |              | Remis                                          |   |                                             |

| 17. – 20. Mai Scorecard | Nangarhar | Mah-e-Par Stars 337 (80.3) & 402-8d (96) | – | Pamir Legends 221 (64.2) & 276 (57.3) |
|                         |           | Mah-e-Par Stars gewinnt mit 242 Runs     |   |                                       |

| 23. – 26. Mai Scorecard | Dschalalabad | Pamir Legends 122 (57.2) & 446 (109) | – | Maiwand Champions 213 (68.5) & 206-2 (57) |
|                         |              | Remis                                |   |                                           |

| 23. – 26. Mai Scorecard | Nangarhar | Hindukush Strikers 234 (97.2) & 221 (70.4) | – | Mah-e-Par Stars 439 (111.1) & 17-1 (3.1) |
|                         |           | Mah-e-Par Stars gewinnt mit 9 Wickets      |   |                                          |

| 29. Mai – 1. Juni Scorecard | Nangarhar | Hindukush Strikers 811-9d (184) | – | Pamir Legends 365-6 (102.3) |
|                             |           | Remis                           |   |                             |

| 29. Mai – 1. Juni Scorecard | Dschalalabad | Maiwand Champions 268 (90.4) & 211 (69) | – | Mah-e-Par Stars 232 (87.2) & 219 (76.4) |
|                             |              | Maiwand Champions gewinnt mit 28 Runs   |   |                                         |

| 12. – 15. Juni Scorecard | Nangarhar | Hindukush Strikers 127 (42) & 442-7d (123.4) | – | Maiwand Champions 236 (50.2) & 96 (30) |
|                          |           | Hindukush Strikers gewinnt mit 237 Runs      |   |                                        |

| 12. – 15. Juni Scorecard | Dschalalabad | Mah-e-Par Stars 434 (131.2) & 89 (42.4) | – | Pamir Legends 308 (83) & 147-4 (32.2) |
|                          |              | Remis                                   |   |                                       |

### Finale
| 18. – 22. Juni Scorecard | Dschalalabad | Mah-e-Par Stars 135 (43.2) & 97 (25.5)   | – | Maiwand Champions 221 (52.2) & 14-1 (0.5) |
|                          |              | Mainwand Champions gewinnt mit 9 Wickets |   |                                           |